# Portugiesischer Steinbock
Der Portugiesische Steinbock (Capra pyrenaica lusitanica) ist eine ausgestorbene Unterart des Iberiensteinbocks.

## Beschreibung
Der Portugiesische Steinbock erreichte ungefähr die Kopfrumpflänge des Iberiensteinbocks. Das Typusexemplar (ein junges Männchen) besitzt eine Länge von 142 Zentimeter und eine Schulterhöhe von 73 Zentimeter. Die Hörner der Männchen waren mit einer Länge bis 51 Zentimeter nur etwa halb so lang wie die des Iberiensteinbocks. Sie standen an der Basis eng zusammen und krümmten sich dann doppelt so weit nach außen wie bei ihrem spanischen Verwandten. Die Hörner eines Weibchens, das sich im Museum der Universität Coimbra, Portugal, befindet, messen nur 18 Zentimeter. Der Portugiesische Steinbock besaß eine ähnliche Fellfarbe wie der Iberiensteinbock. Bei ihnen hat das Sommerfell eine blondbraune Tönung mit schwarzen Markierungen, die insbesondere an den Flanken und an den Oberschenkeln verlaufen. Im Winter wird der Aalstrich breiter und bildet einen runden Flecken auf dem Widerrist. Das Weibchen hat dieselbe Fellfarbe, bei ihnen fehlen allerdings die Markierungen. Der Portugiesische Steinbock besaß im Vergleich braune Fellmarkierungen.

## Vorkommen und Lebensraum
Das Verbreitungsgebiet des Portugiesischen Steinbocks erstreckte sich von den Hängen des Borrageiro (1433 m) bis nach Montalegre im nördlichen Portugal, Galicien und Asturien im Nordwesten Spaniens sowie das westliche Kantabrien im Norden Spaniens. Dieser Lebensraum ist geprägt durch Berg- und Felsregionen mit einer durchschnittlichen Jahrestemperatur von 17,3 °C und einer jährlichen Niederschlagsmenge von 627 Millimeter. Die Vegetationszone besteht aus Gras, Kräutern, Sträuchern und immergrünen Laubbäumen, die die Hauptnahrung der Steinböcke bildeten.

## Aussterben
Bis 1800 war der Portugiesische Steinbock noch weit verbreitet, bis eine gnadenlose Jagd auf ihn begann. Lokale Jäger töteten die Steinböcke wegen ihres Felles, ihrer Hörner, ihres Fleisches und der Bezoarsteine. Aus den Hörnern wurden Kunstgegenstände und Musikinstrumente (wie z. B. Alphörner) hergestellt. Das Fell wurde als Bettdecke verwendet, und den Bezoarsteinen wurde eine medizinische Wirkung, insbesondere bei vielen Vergiftungserscheinungen, nachgesagt. Da immer mehr Männchen als Weibchen erlegt wurden, veränderte sich das Gleichgewicht dramatisch, und die Steinböcke waren bereits um 1870 eine große Seltenheit. Die letzte Herde von etwa 12 Exemplaren, die ausschließlich aus Weibchen bestand, wurde im Jahre 1886 beobachtet. Ein altes Weibchen starb 1890 nach nur drei Tagen in menschlicher Obhut in Spanien, zwei weitere Tiere fielen 1891 einer Lawine in Galicien zum Opfer. Das letzte Weibchen wurde 1892 bei Lombade Pan in der Serra do Gerês gesehen.